# Cod ATC A
Codul ATC A Tract digestiv și metabolism este o parte a sistemului de clasificare anatomică, terapeutică și chimică a medicamentelor, un sistem dezvoltat de către Organizația Mondială a Sănătății (OMS) pentru clasificarea medicamentelor și a altor produse medicinale.
Codurile pentru preparatele de uz veterinar sunt create prin alipirea literei Q în fața codului ATC corespunzător produsului pentru uz uman; de exemplu, QA. 

A Tract digestiv și metabolism
A01 Preparate stomatologice
A02 Medicamente pentru tulburări de aciditate
A03 Medicamente pentru tulburări funcționale gastrointestinale
A04 Antiemetice
A05 Terapia biliară și hepatică
A06 Laxative
A07 Antidiareice, Antiinflamatoare/Antiinfecțioase intestinale
A08 Medicația obezității, exclusiv produse dietetice
A09 Substituenți și stimulante ale secrețiilor digestive
A10 Antidiabetice
A11 Vitamine
A12 Substanțe minerale
A13 Tonice
A14 Anabolice sistemice
A15 Stimulante ale apetitului
A16 Alte produse pentru tractul digestiv și metabolism